# 花旗（台灣）商業銀行

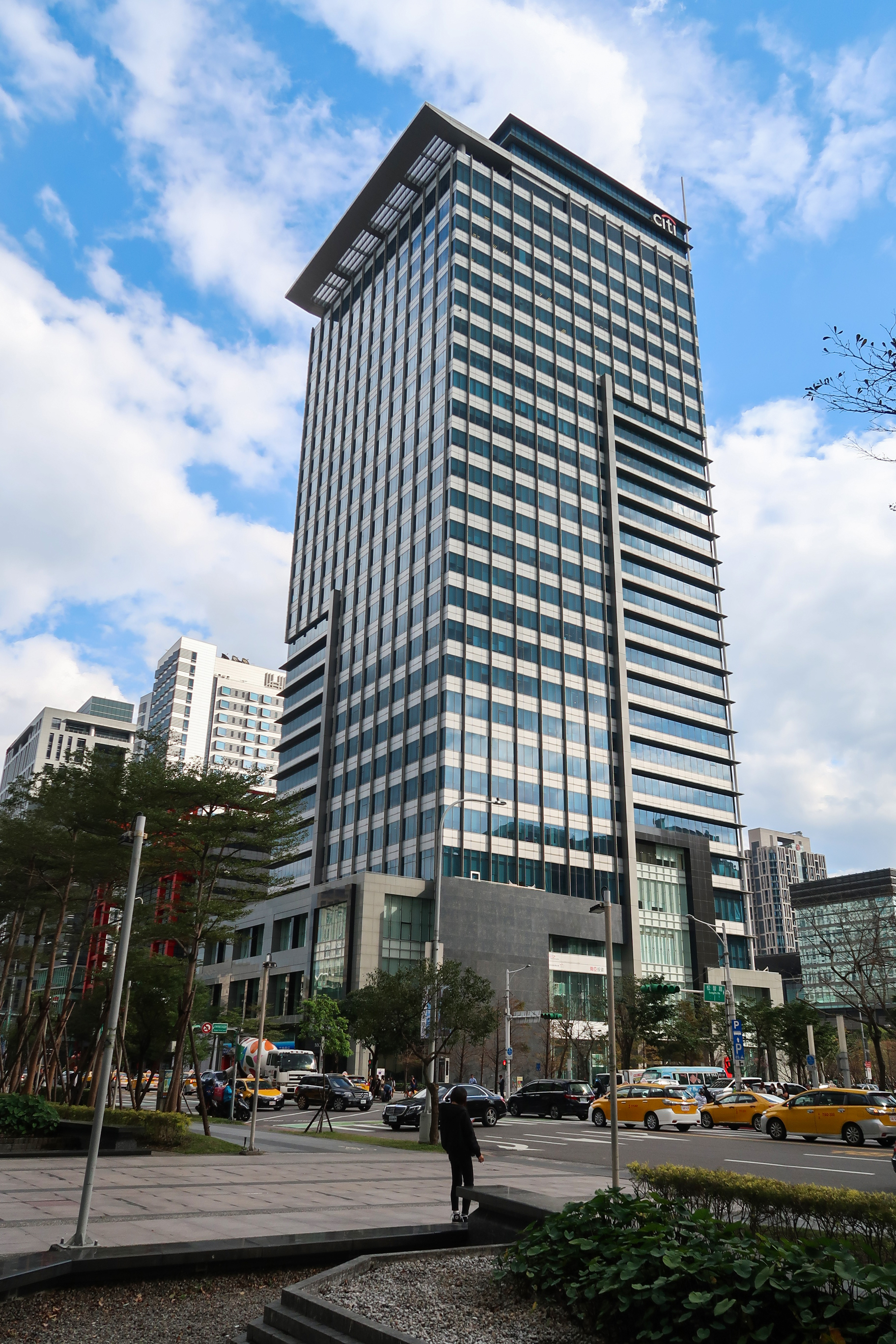
花旗（台灣）銀行總部位於華新麗華大樓

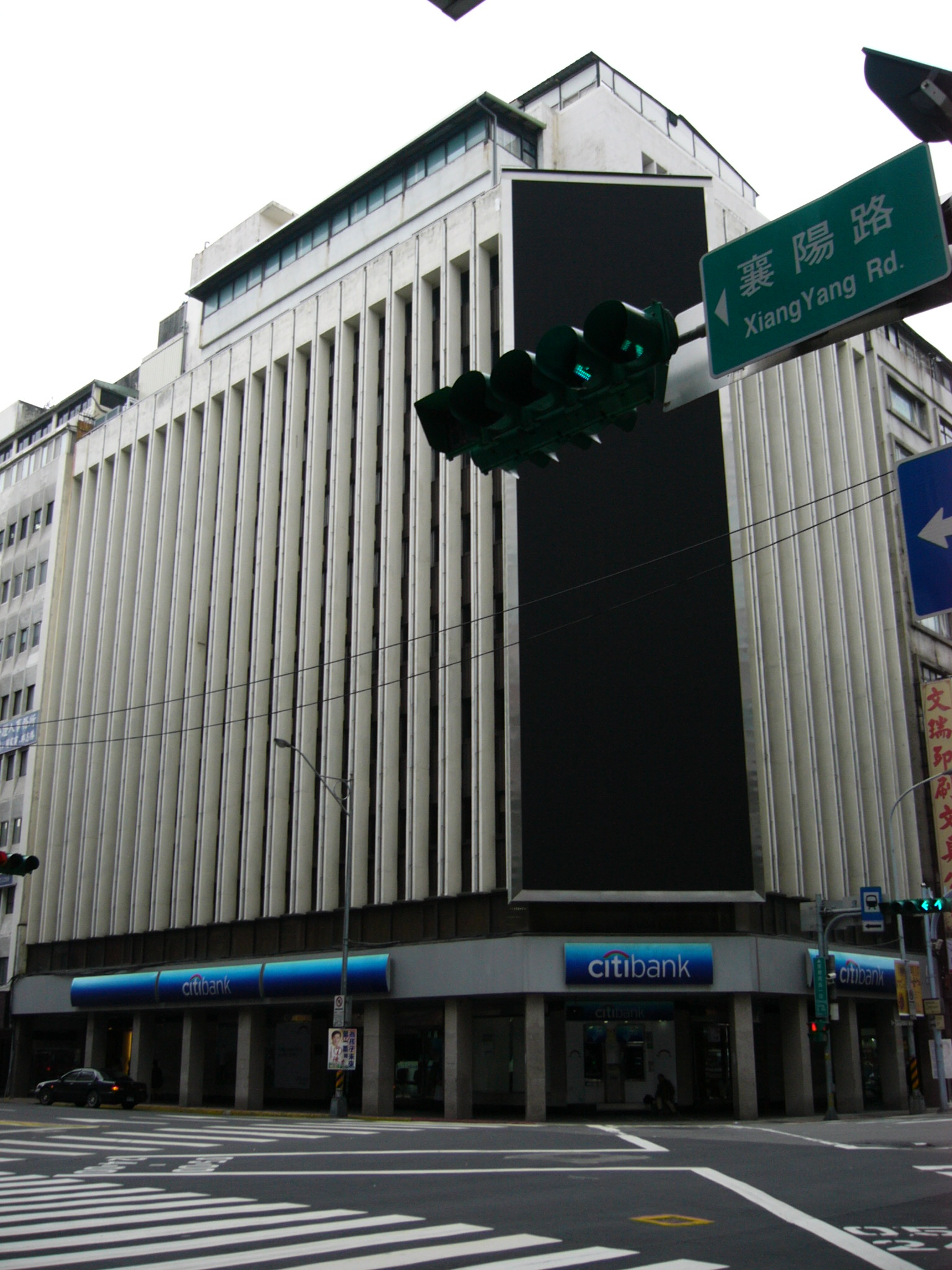
僑銀大樓，即原華僑銀行總行

花旗（台灣）商業銀行是美商花旗银行在臺灣的子公司；2007年全資併購華僑商業銀行，2009年完成業務整併。
2023年8月12日，花旗集团向星展銀行移轉花旗（台灣）商業銀行的消費金融部門，至於在台灣市場的企業暨機構金融業務則維持正常運作。

## 歷史

### 華僑銀行源頭

#### 華僑銀行時期
- 1959年2月，華僑商業銀行籌備處成立。
- 1961年3月1日，華僑商業銀行股份有限公司（Bank of Overseas Chinese）創立，簡稱僑銀（BOOC）。
- 1965年，花旗銀行成立台北分行。
- 1975年7月14日，華僑商業銀行總行遷往臺北市城中區襄陽路8號僑銀大樓。[2]
- 1997年9月30日，華僑銀行併購雲林縣北港信用合作社。
- 1998年12月21日，華僑銀行股票正式於台灣證券交易所上市，股票代號5818。
- 2004年，華僑銀行政府持股由20％減持至11.4％，寶來金融集團持股由7.38％增持至22.12％，寶來金融集團成為最大股東。本年度華僑銀行資產佔全台灣銀行總資產的1％，且資產品質狀況不佳，已連續五年虧損。
- 2005年3月，華僑銀行舉行臨時股東大會，進行董事改選，寶來金融集團正式入主僑銀。
- 2005年10月，華僑銀行與紐約人壽簽約，雙方先就銀行保險展開合作。
- 2006年1月，華僑銀行推出國內第一個財富管理網上交易平台「SMART FP財富導航系統」。
- 2006年9月，寶來金融集團計畫出售華僑銀行股權。
- 2007年4月9日，花旗銀行宣布合併華僑銀行，其細節為在台灣註冊成立子公司「花旗（台灣）商業銀行股份有限公司」，並以花旗（台灣）商業銀行為存續銀行，華僑銀行為消滅銀行。
- 2007年8月16日，行政院金融監督管理委員會核准美商花旗海外投資公司（Citibank Overseas Investment Corp.）申請設立花旗（台灣）商業銀行。2007年9月11日，中華民國經濟部核准花旗（台灣）商業銀行之設立登記。2007年10月11日，行政院金融監督管理委員會通過花旗（台灣）商業銀行與華僑銀行合併案。

#### 花旗（台灣）銀行時期
- 2007年12月1日，花旗（台灣）商業銀行與華僑銀行完成合併，合併後花旗（台灣）銀行仍使用原華僑銀行的金融代號010。[3]花旗（臺灣）銀行接管華僑銀行，付款新台幣140億元。2007年12月3日，花旗（台灣）銀行正式營運，各分行共同舉行揭牌儀式。
- 2008年，亞洲金融（Finance Asia）連續11年頒發花旗銀行是在台灣的最佳外國商業銀行。
- 2008年，聯邦財富雜誌（Common Wealth Magazine）連續13年承認花旗銀行作為在臺灣最受人尊敬的銀行。
- 2008年，花旗（台灣）銀行第一次發給公司用信用卡。
- 2009年，花旗（台灣）銀行總行從臺北市中正區襄陽路8號僑銀大樓（原華僑銀行總行）遷移至華新麗華大樓，並獲得華新麗華分享該大樓的冠名權。
- 2009年7月17日，行政院金融監督管理委員會通過美商花旗銀行分割案，美商花旗銀行分割其在台灣分行之業務、作業、資產及負債予花旗（台灣）銀行承受。
- 2009年8月1日，花旗（台灣）銀行與美商花旗銀行業務正式合併，花旗（台灣）銀行為存續銀行，美商花旗銀行行號消失。唯銀行代號持續使用美商花旗021，帳號統一為10碼原美商花旗銀行之帳號。但原華僑銀行之14碼帳號仍然可使用；花旗（台灣）銀行並不對外宣傳此事，並鼓勵客戶儘量使用10碼新帳號。
- 2016年5月7日，花旗（台灣）銀行、花旗保險代理人與花旗產物保險代理人合併，花旗（台灣）銀行為存續公司，花旗保險代理人與花旗產物保險代理人之保戶自動成為花旗（台灣）銀行客戶。
- 2021年4月15日，花旗集團宣佈退出包括台灣在内13個市場的零售銀行業務。
- 2022年1月28日，花旗（台灣）商業銀行宣布與星展（台灣）商業銀行達成協議，星展（台灣）商業銀行将收購花旗（台灣）商業銀行的消費金融業務，并于2023年8月12日完成交割。
- 2023年6月13日，花旗集團擴大在台企業金融業務。

## 主要業務
- 企業金融
- 企業用戶電子錢包
- 法人金融
- 外匯業務
- 金融投資業務
- 其他業務

## 外部連結
- 官方网站